# Metrodor de Làmpsac el Jove
Metrodor (grec antic: Μητρόδωρος, llatí: Metrodorus) va ser un filòsof grec nadiu d'Atenes o de Làmpsac, però més probablement de la primera ciutat, atès que se sap que el seu germà Timòcrates era atenenc del dem de Potamos, tribu de Leontis.
Metrodor va ser el principal deixeble d'Epicur, amic del qual no es va separar mai llevat d'una visita que va fer a Làmpsac de sis mesos. Va morir l'any 277 aC a 53 anys, set anys abans d'Epicur, que l'hauria designat el seu successor si li hagués sobreviscut. Va deixar un fill de nom Epicur i una filla. La seva dona (o amant) es deia Lleòncia. Epicur, en el seu llit de mort, va felicitar Idomeneu, casat amb Batis, una germana de Metrodor, per haver tingut cura dels dos fills del filòsof.
La seva filosofia era de tipus més sensual que la d'Epicur, i predicava el manteniment d'un bon cos per tota la vida com a camí a la felicitat, segons relata Ciceró.
Diògenes Laerci esmenta les seves obres, que són:
- Πρὸς τοὺς ἰατροὺς, (sobre els metges) en tres llibres
- Περὶ αἰσθήσεων (sobre els sentits), dedicat a Timòcrates
- Περὶ μεγαλοψυχίας (sobre la generositat)
- Περὶ τῆς Ἐπικούρου ἀρρωστίας (sobre les malalties d'Epicur)
- Προς τοὺς διαλεκτικούς (a favor dels dialèctics)
- Περὶ τοὺς σοφιστας (sobre els sofistes), en nou llibres
- Περὶ τῆς ἐπὶ σοφίαν πορείας
- Περὶ τῆς μεταβολῆς (sobre les transformacions)
- Περὶ πλούτου (sobre la riquesa)
- Πρὸς Δημόκριτον (sobre Demòcrit)
- Περὶ Εὐγενείας (sobre la noblesa d'esperit)
- Περὶ Ποιητῶν (sobre la creació), on atacava Homer
- Πρὸς Τίμαρχον (a favor de Timarc)
- Περὶ συνηθείας (sobre les relacions íntimes)

Ateneu de Naucratis menciona les seves cartes, i en cita fragments d'una adreçada a Timòcrates. Plutarc esmenta també Περὶ φιλοσοφίας que podria ser la mateixa obra que Περὶ τῆς ἐπὶ σοφίαν πορείας.